# Champ de Reeb
Le champ de Reeb est un champ de vecteurs associé à toute forme de contact. Cette notion se situe à l'intersection de la géométrie de contact et des systèmes dynamiques.
Soit {\displaystyle \alpha } une forme de contact sur une variété de dimension 2n+1. Il existe un unique champ de vecteur {\displaystyle R_{\alpha }} tel qu'en tout point
{\displaystyle R_{\alpha }\in \ker d\alpha }
{\displaystyle \alpha (R_{\alpha })=1}
Ce champ de vecteurs est appelé champ de Reeb de {\displaystyle \alpha }. Son flot préserve {\displaystyle \alpha } et donc la structure de contact
{\displaystyle \ker \alpha } et la forme volume {\displaystyle \alpha \wedge (d\alpha )^{n}} qui lui sont associées.

## Conjecture de Weinstein
La conjecture de Weinstein affirme que tout champ de Reeb sur une variété de contact compacte possède au moins une orbite périodique. Une forme faible concerne l'étude des hypersurfaces dans les variétés symplectiques, pour lesquelles un certain nombre de résultats sont connus.
Cette conjecture a été depuis longtemps un moteur de la recherche en géométrie de contact et en géométrie symplectique. Le 31 octobre 2006, le mathématicien Clifford Taubes a mis sur arXiv un article proposant une démonstration de cette conjecture en dimension 3 basée sur la théorie de jauge. Cet article a été publié en 2007 dans la revue Geometry & Topology.